# Erebegraafplaats Hongkong

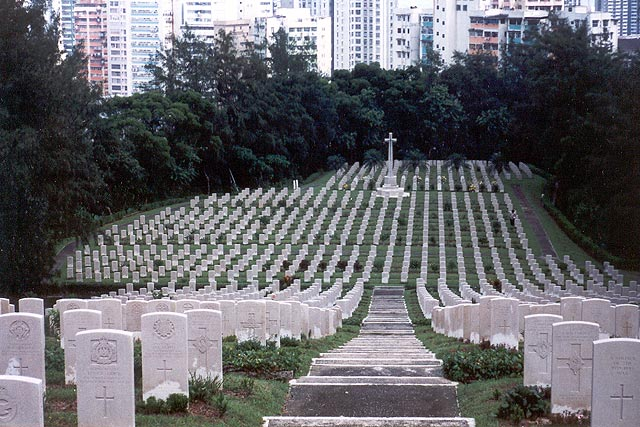
Erebegraafplaats Hongkong

Ereveld Hongkong (Engels: Sai Wan War Cemetery, Chinees: 西灣國殤紀念墳場) is een erebegraafplaats in Chai Wan, China (Hongkong).
Het ereveld is een terrasvormige begraafplaats aangelegd op de boeddhistische begraafplaats. Op het ereveld liggen 2.445 graven van oorlogsslachtoffers, daarvan zijn er 72 van Nederlandse soldaten van de Marine en het Nederlandsch-Indisch Leger. Deze personen stierven in Japanse interneringskampen of in Taiwan. Midden op het ereveld bevindt zich een groot kruis, hierbij wordt ieder jaar een krans gelegd door verschillende ambassades. Dit ereveld is eigendom van de Commonwealth War Graves Commission.